# ジュリアナの祟り
ジュリアナの祟り（じゅりあなのたたり）は、日本のトランスポップロックバンドであり、ビートたけし命名のバブリー系エンタメバンド。コンセプトは「令和にバブルを呼び起こす」。中臣鎌足の子孫で現役神主を務めるボーカル蕪木蓮の絶対的歌唱力と、華屋与兵衛の子孫で作詞作曲プロデュースを手掛ける江夏亜祐が作るキャッチーでメロディアスな楽曲が特徴。客席を巻き込むド派手なパフォーマンスはバブル期のディスコを彷彿とさせ、バンドでありながらもお祭りや野外イベントでは楽器なしでのパフォーマンスを展開する。合言葉は「バブリー！」
2019年1月9日「バブリー革命 〜ばんばんバブル〜/リグレット」でメジャーデビュー。令和への改元と同時に「エナツの祟り」に改名、2021年6月に再び「ジュリアナの祟り」に改名した。国民的バンドになって日産スタジアムに立つことを目標に掲げている

## メンバー
Vo.蕪木蓮（かぶらぎれん）
1925年6月17日生まれ（100歳）。埼玉県出身。中臣鎌足の子孫で神主の資格を持っている。実家は埼玉県坂戸市にある勝呂神社で、年末年始は実際に奉職を行う。イラストレーターとしても活動しており、ジュリアナの祟り公式グッズの他、外部アーティストのグッズやTシャツのイラストも手掛けている
Dr.江夏亜祐（えなつあゆ）
1986年1月9日生まれ（39歳）。銀座生まれ、新宿育ち。國學院大學法学部卒業。にぎり寿司の考案者華屋与兵衛の子孫。全ての楽曲の作詞作曲とバンド全体のプロデュースを行っている。千葉県鴨川市の海辺にある別荘で幼少時から鴨川市の自然に親しみ、「第二の故郷」と愛好してきた縁で鴨川ふるさと大使に就任。パール楽器製造株式会社エンドースメントアーティスト
Ba.矢島銀太郎（やじまぎんたろう）
1986年7月7日生まれ（38歳）。茨城県牛久市出身。茨城県立つくば工科高等学校卒業。ギターも弾けるベーシスト。落ち武者ヘアーで前歯がない。特技は無限ポッキーと人間打楽器（電撃ネットワーク公認継承者）
Pf.翌桧ダンク冬雪（あすなろだんくふゆゆき）
1988年1月5日生まれ（37歳）。北海道出身。酪農学園大学中退、ワタナベコメディスクール9期生。メンバー唯一の黒髪。趣味はスイーツ、神社仏閣巡り、モルック。特技はタンバリン、タップ、マジック、人間シャボン玉。TBS系列『教えてもらう前と後』の再現VTRなどにも役者として出演している。やってみたい仕事は地元北海道でレギュラー番組、子供向け番組のお兄さん
Pf.佐川ネル秋吉（さがわねるあききち）
1992年6月1日生まれ（33歳）。山形県出身。ライブ中の煽りと白いメガネが特徴のDJ兼パフォーマー。YouTubeチャンネルのバラエティ動画の制作も担当している。やまがた特命観光・つや姫大使。特技はけん玉（検定２段）
バックダンサー：そのまんま祟り（そのまんまたたり）
コンセプトも楽曲も”そのまんま”の一番弟子ユニットで、ジュリアナの祟りRAVEではバックダンサーを務める。現在のメンバーは翌桧ブサ冬子、麻布美佳子、そら♨️るるの3名。「暴君、江夏亜祐の言うことが九割九部聞ける人」という条件で通年でメンバー募集を行っている

## 特徴
- ジュリアナの祟りのライブは「RAVE」と呼ばれており、前半と後半で異なる魅力を持つ2部構成となっている。前半は、蕪木の卓越した歌唱力を活かしたバラードを中心に、生バンド演奏スタイルでじっくりと聴かせるステージが展開される。後半は「ハッスルトランスタイム」と呼ばれ、観客と一体となって盛り上がるクラブスタイルのパフォーマンスが繰り広げられる。バンドメンバーは楽器を手放し、ボーカルは蕪木から江夏にバトンタッチする。観客が参加できる掛け声や振り付けが用意されており、「バブリーMIX」「ガチ祟られ口上」「マジ卍口上」などのオリジナルのコールがある[4]
- メジャーデビュー曲の『バブリー革命～ばんばんバブル～』は宝塚歌劇団雪組公演にてカバー利用された[19]。また踊ってみた動画を、KONISHIKI、よゐこの濱口優率いるヴィジュアル系バンド禿夢、グレート義太夫、猫ひろしなどのタレントやお笑い芸人、さらにJin-Machine、0.1gの誤算、ザ・キャプテンズなどのバンドなどが投稿していることでも話題となった[20]

## 来歴
「ジュリアナの祟り」以前
- 2007年、江夏亜祐が現在のバンド母体となる「亜tra鵺（アヤトラ）」を結成[注釈 3][3]
- 2010年、ボーカル蕪木蓮が加入し、「亜tra鵺Wolf-Rayet Stars」に改名[3]
- 2011年、ベース矢島銀太郎が加わる[3]
- 2014年、パフォーマーの翌桧ダンク冬雪と佐川ネル秋吉が加わる[注釈 4][3]

2015年
- 3月12日放送のBSフジ『たけしの等々力ベース』第100回「現在売れていないバンド・芸人の名前をビートたけしが改名させ、売れるようにする」という企画にて、「ジュリアナの祟り」と命名された[1]。たけしには「偉くなったらおごってくれ」と言われている[21]
- 6月17日：渋谷club crawlにて「祟りのハジマリ〜蕪木蓮によるバブルの改新〜」と題した蕪木生誕＆ジュリアナの祟り3ヶ月記念初主催RAVEが開催された

2016年
- 1月9日：江夏の誕生日当日に年間主催＆ワンマン企画「バブル賭博」がスタートする。動員1000人未達で即解散＆江夏亜祐一生音楽活動禁止、動員2000人超えで大打ち上げ大会開催という企画内容であった[22]
- 12月18日：TSUTAYA O-WESTで初の大箱ワンマン「バブル賭博FINAL　バブリー革命」を成功させる。「バブル賭博」企画の動員目標達成が発表された[23]

2017年
- 3月24日：年間主催＆ワンマン企画「バブル賭博」の動員3000人突破を祝した大打ち上げ大会が江夏の奢りで行われた[24]
- 8月13日：最高のライブアーティスト決定戦「RUIDO presents L-1グランプリ2017」の決勝大会でRUIDO特別賞を受賞する[25]
- 8月19日：千葉県鴨川市前原海岸にて江夏フェスの毎年開催を始める[26]
- 9月23日：54週連続主催&ワンマン「風雲！バブル城 ビヨンド」上半期の集大成として新宿BLAZEにてワンマンを開催[27]

2018年
- 4月12日：「風雲！バブル城 ビヨンド」下半期の集大成として、ビートたけしの所属事務所「オフィス北野」があった赤坂のマイナビBLITZ赤坂でワンマンを開催[28]
- 3周年3円あげちゃうバブリーワンマンツアー「その男散財につき」を開催[29]。最後は初めての沖縄進出を果たす
- 11月1日：事務所「株式会社アクアムンダアンドアソシエイツ」に所属

2019年
- 1月5日：全国のゴーゴーカレー店内にて「バブリー革命〜ばんばんバブル〜」SPOT放映
- 1月9日：「バブリー革命 〜ばんばんバブル〜/リグレット」でメジャーデビュー。「バブリー革命～ばんばんバブル～」はKONISHIKI、よゐこの濱口優率いるヴィジュアル系バンド禿夢、グレート義太夫、猫ひろし、Jin-Machine、0.1gの誤算、ザ・キャプテンズなどが踊ってみた動画を投稿していることでSNSでも話題となる[30]
- 3月11日：ビッグパレットふくしまで行われた「第8回 福魂祭2019」に出演
- 3月12日：初ホールワンマンRAVE「タタリのハジマリ」を後楽園ホールにて開催
- 4月30日：23時59分59秒、平成の終わりとともに無期限活動休止[31][32]
- 5月1日：令和への改元と同時に「エナツの祟り」に改名。令和で1番最初に結成し、最速でワンマンライブを行った[31][32]
- 6月17日：東京国際フォーラムにて2ndホールワンマン「～突然互いに引き寄せ合ったマグネットみたいな僕と君は～」開催[33]
- 8月10日〜12日：シミズオクトの協力を受け、パワーアップした『江夏フェス2019』を千葉県鴨川市前原海岸で開催。研ナオコ親子をはじめ、大物アーティストも出演する令和最大級の夏フェスとなった[34]

2020年
- 1月9日：『バブリー革命～ばんばんバブル～令和バブル盤』で日本コロムビアよりメジャー再デビュー[35]
- 1月15日：江夏亜祐が千葉県鴨川市の「鴨川ふるさと大使」に就任[36]
- 3月12日：歌舞伎町のホストクラブ「愛本店」で無観客パーティー開催[37]
- 5月1日：新型コロナウイルス感染拡大防止のための飛沫対策として江夏亜祐が考案した、動ける飛沫防止パネルBOXが話題になる[38]
- 5月3日：翌桧ダンク冬雪がTwitterに投稿した「豆腐の容器を空けるのに悪戦苦闘する星野源さん」の動画が話題になる[39][40][41]
- 8月10日：矢島と佐川が日本テレビ系『月曜から夜ふかし』に出演、無限ポッキーを披露した
- 9月：宝塚歌劇団雪組のNOW!ZOOM ME!!で『バブリー革命～ばんばんバブル〜』がカバーされる[19]
- 10月：TOKYO MXにて放送の「さらば⻘春の光のモルック勝ったら10万円！」にレギュラー出演[42]
- 11月：同番組のオープニングテーマ曲「無敵シュプレヒコール～このSを、聴け！～」を配信リリース。ジャケット&MVには江夏が「一番好きな漫画家」と公言している漫画家北崎拓のイラストが使⽤された[42][43][44]

2021年
- 6月20日：LINE CUBE SHIBUYA（旧・渋谷公会堂）で開催したワンマンライブ「キミと過ごした青春のJuly and 夏を取り戻せ！！2020 を取り戻せ！！2021」にて、バンド名を「ジュリアナの祟り」に再改名することを発表[45][46]。多くの著名人より祝福のメッセージが届く[47]
- 7月から12月まで、思い入れのあるライブハウスでの毎月主催「July and 夏をやり直そうか！」を実施
- 9月1日：1月9日にできなかった江夏の誕生日イベントを渋谷TSUTAYA O-WESTにて開催

2022年
- 1月9日：新宿BLAZEにて江夏バースデーワンマン「July and 夏をやり直そうか！FINAL〜ギラギラな江夏の呪いもやり直そうか〜」を開催。1月9日にちなみ19円チケットを数量限定で販売。研ナオコの娘HITOMIがサポートメンバーとして参加し話題となる[48]
- 4月8日：ジュリアナの祟りと“そのまんま”同じコンセプト・楽曲で活動する一番弟子ユニット「そのまんま祟り」が誕生。翌桧ブサ冬子、天人琴乃、麻布美佳子の3名で活動を開始、ジュリアナの祟りのRAVEにもバックダンサーとして参加するようになる[49]
- 4月29日：初の地上波冠番組「ジュリアナの祟りのバブリー革命TV」がテレビ神奈川にてスタート[50]
- 6月27日：「July and 夏をやり直そうか！ビヨンド～第二フライデー襲撃事件！向かえ！殿の故郷～」のファイナル公演を名付け親ビートたけしの故郷である浅草の浅草公会堂で開催[51]
- 7月から11月まで4ヶ月連続無料ワンマン「ジュリアナの祟りのバブリー革命RAVE」を開催。最終日の11月1日に渋谷REXにて開催されたRAVEでは「2022年一杯をもって、メンバーの給料が出なくなる」という重大発表があった（本来の重大発表は祟り史上最大キャパとなるTOKYO DOME CITY HALLでの開催決定）[52]

2023年
- 1月11日：新宿ReNYで江夏バースデーワンマン「奇跡体験！バブルビンボー！！〜江夏から始める奇跡体験！2023〜」を開催[53]
- 3月12日：日比谷野外大音楽堂で「奇跡体験！バブルビンボー！！ジュリアナの祟り8周年記念～野音で8音感謝祭～」を開催[54]
- 4月21日：攻撃軍として参加したAmazonPrimeオリジナル番組「令和版 風雲！たけし城」が配信開始[55]
- 4月13日：一番弟子ユニット「そのまんま祟り」から天人琴乃が卒業[56]
- 6月28日：TOKYO DOME CITY HALLにてワンマンライブ「奇跡体験！バブルビンボー！！FINAL〜ガチ神主と起こす奇跡体験！〜」を開催[57]
- 7月23日：一番弟子ユニット「そのまんま祟り」にそら♨️るるが加入[58]
- 11月14日：佐川ネル秋吉が「やまがた特命観光・つや姫大使」に就任したことを発表[59]

2024年
- 1月13日：Zepp Shinjukuにて「風雲！バブル城令和版 ～最終決戦！！江夏城編～ 来たれ！祟りの殿のお膝元」を開催[60]
- 6月17日：新宿FACEにて「蕪木の大お誕生日会大会」を江夏のおごりで開催[61]

2025年
- 1月30日：Zepp Shinjukuにて江夏バースデーワンマン「令和版 風雲バブル城ビヨンドFINAL〜江夏城編〜」を開催。蕪木バースデー当日に国立代々木競技場第二体育館でワンマンを開催することと、太鼓の達人に「バブリー革命〜ばんばんバブル〜」が収録されることなどが発表された[62]
- 3月12日：ナムコトーキョーにて10周年記念トークライブを開催。10周年にちなんだ「10大発表」として、リグレットのMV公開や新グッズ発売などが告知された[63]
- 4月18日：日本テレビ系「バズリズム02」にてジュリアナの祟りとして初めてのバンドスタイルでのテレビ出演（スタジオ歌唱）を果たす
- 4月23日：太鼓の達人にて「バブリー革命〜ばんばんバブル〜」プレイ解禁。同日「バブリー革命でプロドラマーを超えろ!!プレゼント企画」開始
- 5月31日：5/31〜のUSEN HIT SNS注目曲に「バブリー革命〜ばんばんバブル〜」が選出される
- 6月1日〜15日：全国の松屋にて店内BGM「バブリー革命〜ばんばんバブル〜」がOAされる
- 6月17日：国立代々木競技場第二体育館にて「令和版 風雲！バブル城〜ジュリアナの祟り10周年スペシャル☆〜 FINAL 蕪木城編」を開催[64][65]。翌年1月のZepp Shinjuku江夏バースデーワンマンが告知される

## ディスコグラフィー

### DVD
- ワンマンDVD 2018.04.12@マイナビBLITZ赤阪 風雲！バブル城ビヨンド 向かえ！殿のお膝元
- ワンマンDVD 2019.03.12@後楽園ホール 初ホールワンマンRAVE「タタリのハジマリ」
- ワンマンDVD 2019.06.17@国際フォーラム　2ndホールワンマン〜突然互いに引き寄せ合ったマグネットみたいな僕と君は〜

### 動画配信（プライムビデオ）
- ジュリアナの祟り@赤坂BLITZワンマン　2018/04/12
- ジュリアナの祟り@後楽園ホールワンマン　2019/03/12
- ジュリアナの祟り＠O-WESTワンマン　2021/09/01
- ジュリアナの祟り＠渋谷公会堂ワンマン　2021/06/20
- ジュリアナの祟り@東京ドームシティホールワンマン　2023/06/28

## 出演

### ワンマンRAVE
| 開催日              | タイトル                                                                                                 | 会場                           | 備考                        |
| ------------------- | --- | ------------------------------ | --------------------------- |
| 2015年6月17日       | 祟りのハジマリ〜蕪木蓮によるバブルの改新〜                                                               | 渋谷club crawl                 | 初主催RAVE                  |
| 2016年12月28日      | バブル賭博FINAL バブリー革命                                                                             | TSUTAYA O-WEST                 | 初の大箱ワンマン            |
| 2017年9月23日       | 風雲バブル城 江夏の挑戦状最終決戦 「バブリー革命~歌舞伎町編~」                                           | 新宿BLAZE                      |                             |
| 2018年4月12日       | 風雲！バブル城ビヨンド最終決戦！ワンマンRAVE「向かえ！殿のお膝元」                                       | マイナビBLITZ赤坂（赤坂BLITZ） |                             |
| 2019年3月12日       | タタリのハジマリ                                                                                         | 後楽園ホール                   | 初ホールワンマンRAVE        |
| 2019年6月17日       | 突然互いに引き寄せ合ったマグネットみたいな僕と君は                                                       | 東京国際フォーラム ホールC     |                             |
| 2020年6月20日       | キミと過ごした青春のJuly and 夏を取り戻せ！！2020                                                        | LINE CUBE SHIBUYA              | ※新型コロナの影響で開催延期 |
| 2021年6月20日       | キミと過ごした青春のJuly and 夏を取り戻せ！！2020 を取り戻せ！！2021                                     | LINE CUBE SHIBUYA              |                             |
| 2022年1月9日        | July and 夏をやり直そうか！FINAL〜ギラギラな江夏の呪いもやり直そうか〜                                   | 新宿BLAZE                      |                             |
| 2022年6月27日       | July and 夏をやり直そうか！ビヨンド～第二フライデー襲撃事件！向かえ！殿の故郷～                          | 浅草公会堂                     |                             |
| 2023年1月11日       | 奇跡体験！バブルビンボー！！〜江夏から始める奇跡体験！2023〜                                             | 新宿ReNY                       |                             |
| 2023年6月28日       | 奇跡体験！バブルビンボー！！FINAL〜ガチ神主と起こす奇跡体験！〜                                          | TOKYO DOME CITY HALL           |                             |
| 2024年1月13日       | 風雲！バブル城令和版 ～最終決戦！！江夏城編～ 来たれ！祟りの殿のお膝元                                   | Zepp Shinjuku                  |                             |
| 2025年1月30日       | 令和版 風雲バブル城ビヨンドFINAL〜江夏城編〜                                                             | Zepp Shinjuku                  |                             |
| 2025年6月17日       | 令和版 風雲！バブル城〜ジュリアナの祟り10周年スペシャル☆〜 FINAL 蕪木城編                                | 国立代々木競技場 第二体育館    |                             |
| 2026年1月29日(予定) | 令和版 風雲！バブル城〜ジュリアナの祟り10周年スペシャル☆ビヨンド10円あげちゃうワンマン〜FINAL 江夏城編〜 | Zepp Shinjuku                  |                             |

## メディア出演

### テレビ番組

#### レギュラー出演
- 『さらば⻘春の光のモルック勝ったら10万円！』（2020年10月7日 - 2021年3月31日、TOKYO MX）
- 『さらば青春の光のモルックスタジアム！』（2021年4月9日 - 5月28日、TOKYO MX）
- 『キングオブモルックのモルックスタジアム！』（2021年6月4日 - 6月25日、TOKYO MX）
- 『ジュリアナの祟りのバブリー革命TV』（2022年4月〜10月、tvk）

#### ゲスト出演
- 『たけしの等々力ベース』第100回「ネーミング道」（2015年3月12日、BSフジ）
- 『めざましテレビ』ココ調コーナー出演（2019年1月25日、フジテレビ）
- 『月曜から夜ふかし』[66]（2018年7月24日、日本テレビ）
- 『はじめてのたけし』[67]（2019年1月24日、BSスカパー!）
- 『開運音楽堂』[68]（2019年2月2日、TBSテレビ）
- 『似すぎてジワる』出演（2019年3月25日、TBSテレビ）
- 『クリエイターズファンディング』（2019年4月26日、AbemaTV）
- 『1億人の大質問!?笑ってコラえて! 』[69]（2019年10月16日、日本テレビ）
- 『バラいろダンディ』（2020年4月1日、TOKYO MX）
- 『とくダネ！』（2020年5月8日、フジテレビ）
- 『おうちにいようよ　ちちんぷいぷい＆ミント！』（2020年5月25日、毎日放送）
- 『CAN Correspondents』（2020年6月6日、シンガポール国際放送）
- 『あるある発見バラエティ新Shock感 それな！って言わせて』（2020年6月20日、テレビ東京）
- 『News zero』（2020年6月22日、日本テレビ）
- 『プレミアMelodiX!』（2020年11月23日、テレビ東京）
- 『5時に夢中！』（2021年10月、TOKYO MX）
- 『家、ついて行ってイイですか？』（2023年10月22日、テレビ東京）
- 『バズリズム02』（2024年4月18日、日本テレビ系）

#### ドラマ出演
- 『5分間の恋〜その時心が5ミリ動いた〜』主演（2020年4月8日〜4週連続、TOKYO MX）
- 『不器用な彼女 シーズン2』（2020年7月1日～5週連続、TOKYO MX）

### ラジオ番組

#### レギュラー出演
- 『江夏亜祐のバブリー革命』（2019年1月〜6月、こしがやエフエム、毎週金曜21:30〜）
- 『江夏亜祐のバブリー革命』（2020年1月〜9月 、CLOVER MEDIA Radio&NetTV、毎週金曜21:00～22:00）
- 『ジュリアナの祟りのバブリー革命ラジオ』（2023年〜2025年3月、レインボーFM、毎月第二木曜）
- 『ジュリアナの祟り蕪木蓮の楽しいラジオ』（2025年4月-、コマラジ、毎週日曜24:00〜）

#### ゲスト出演
- 『よゐこのオールナイトニッポンPremium』（第19回、2019年2月21日、ニッポン放送）
- 『レコメン！』（2021年1月6日、文化放送）

### 配信番組
- AmazonPrimeオリジナル番組「令和版 風雲！たけし城」（2023年4月21日〜、Amazon Prime Video）

### 新聞
- 埼玉新聞（2019年02月26日掲載）
- 朝日新聞（2020年03月06日掲載）

### 雑誌
- 『ロッキングオンJAPAN』インタビュー掲載（2019年2月号、ロッキングオン社）
- 『OK Music』インタビュー掲載（2019年1月号、ジャパンミュージックネットワーク社）
- 『ベースマガジン』インタビュー掲載（2019年4月号、リットーミュージック社）
- 『ドラムマガジン』インタビュー掲載（2019年4月号、リットーミュージック社）
- 『TV LIFE クリスマス特大号』（2020年10月掲載）
- 『全国バンド図鑑 vol.20』掲載（2025年度 上半期版、全国バンド図鑑制作委員会）

### 映画
- 『不器用な彼女』（2019年3月16日公開、アクアムンダアンドアソシエイツ、監督：清水佳代子） - 清水龍之介 役（江夏）/田中一夫 役（佐川）
- 『Revive by TOKYO』（2020年、本人役で出演、山本裕典・ギュリ ほか）
- 『百鬼夜噺』（2020年、EDテーマ曲担当）
- 『ダマガール』（2023年11月11日先行公開、監督：清水佳代子）[70]

## このページの脚注